# Liza tricuspidens
Liza tricuspidens is een straalvinnige vissensoort uit de familie van harders (Mugilidae). De wetenschappelijke naam van de soort is voor het eerst geldig gepubliceerd in 1935 door Smith.